# Tommy Milton
Pour les articles homonymes, voir Milton.

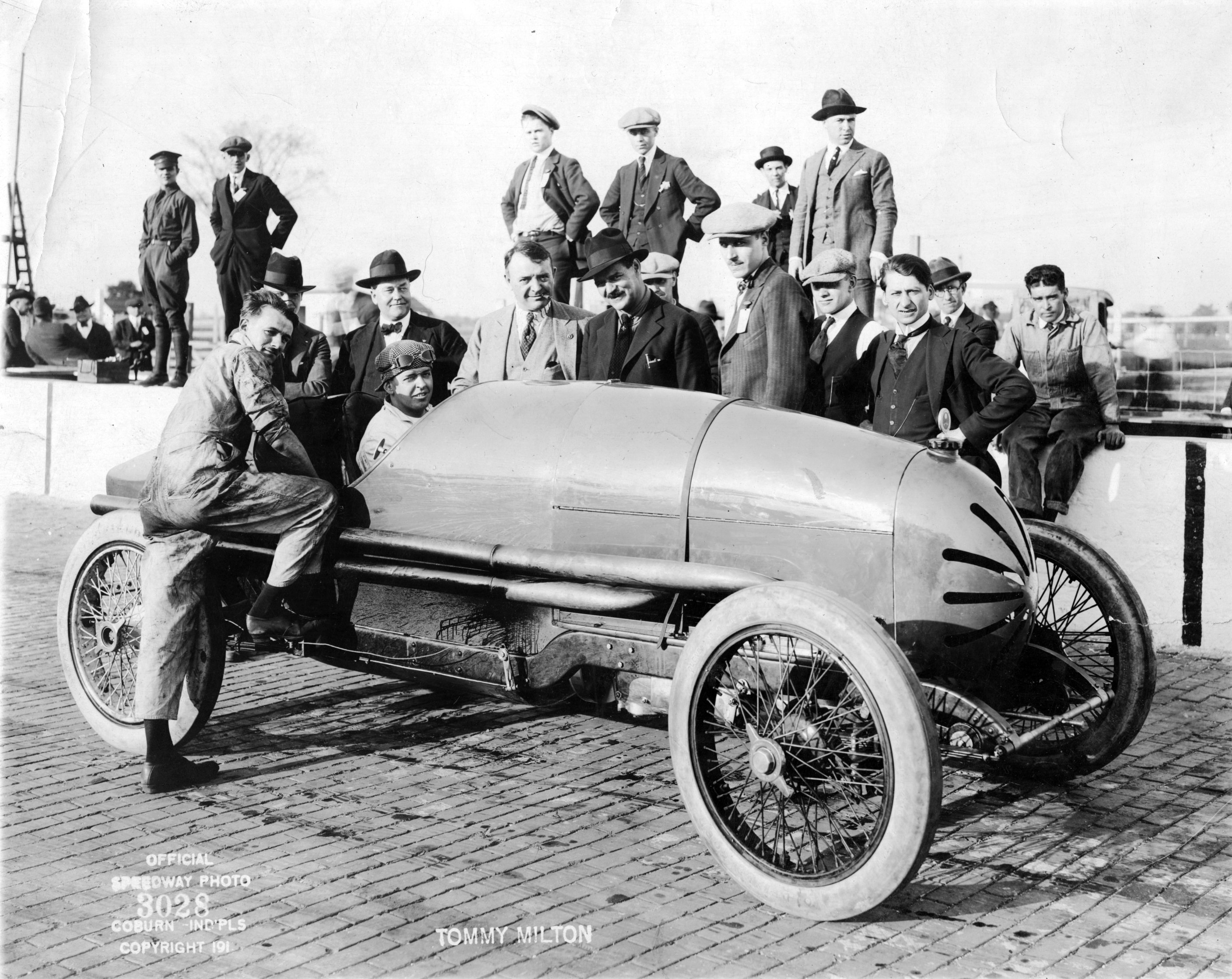
Tommy Milton au volant en 1921.

Tommy Milton (né le 14 novembre 1893, mort le 10 juillet 1962) était un pilote automobile américain.

## Biographie
Il est le premier à avoir gagné deux fois les 500 miles d'Indianapolis, en 1921 et en 1923.
Il a également remporté l'AAA National car racing Championship en 1921, en gagnant cette année-là les courses Beverley Hills race 4 en février et Tacoma Montamarathon (+ pole), sur Miller et Frontenac. Il se classa second du championnat AAA en 1920, 1922 et 1925.
Il cessa la compétition à la suite de l'Indy 1927, après y avoir fait ses débuts en 1916 (et obtenu une pole en 1923).
Il avait comme particularité de n'avoir qu'un seul œil valide.

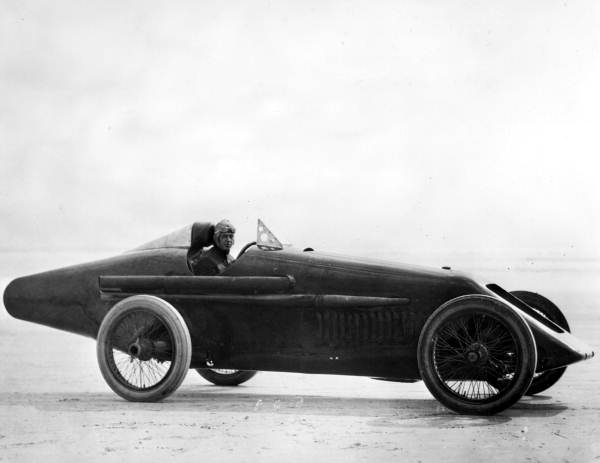
Milton en 1920 (Floride).

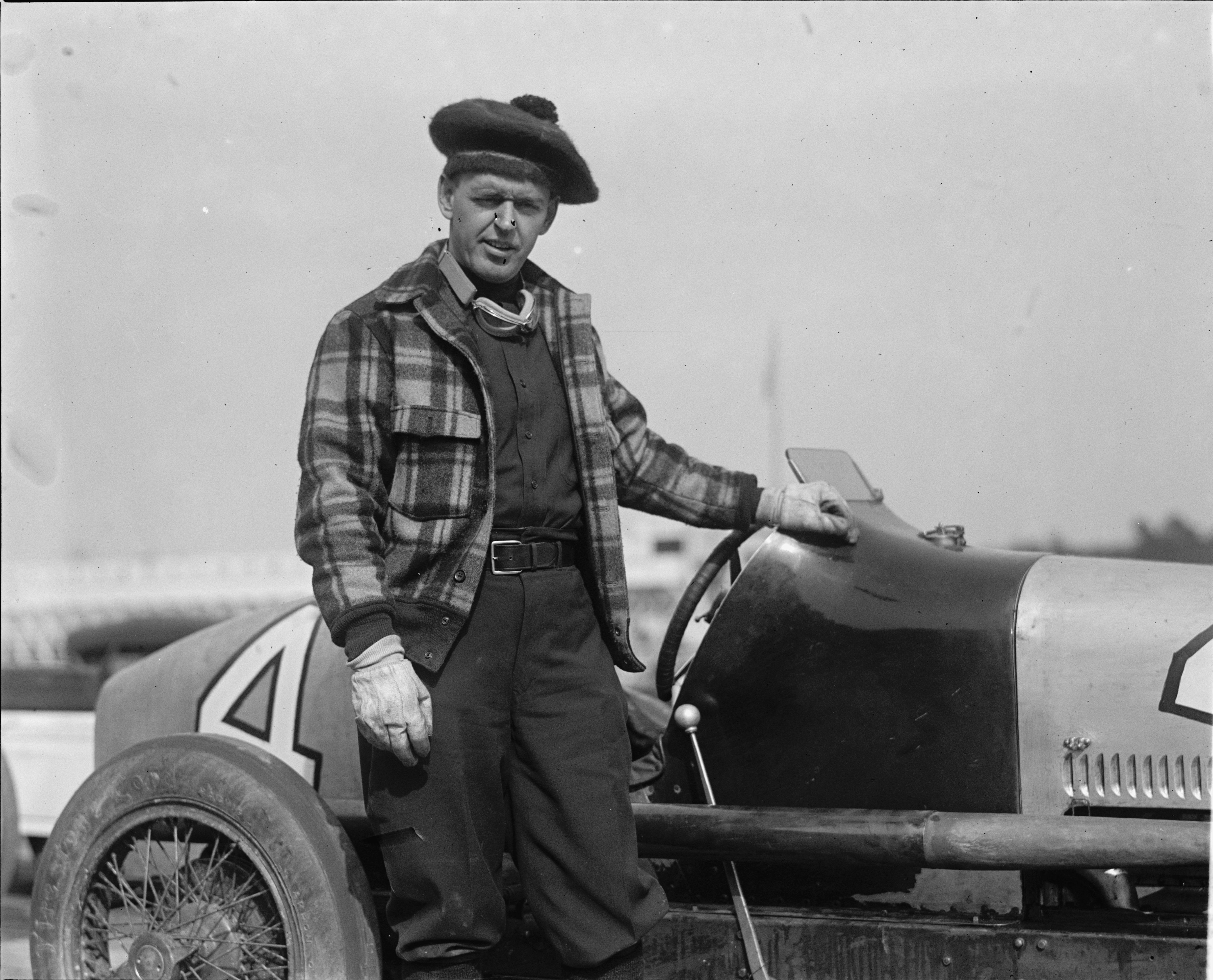
Milton en 1925.

## Autres victoires AAA
(24 victoires au total, 20 en championnat)
- 1917 : Providence races 2 et 3 (sur Duesenberg)
- 1918 : Uniontown race 1 (Duesenberg)
- 1919 : Uniontown races 1, 2 et 6, Sheepshead Bay race 1 et le trophée Elgin (Duesenberg)
- 1920 : Beverly Hills race 4, Uniontown races 1 et 2 et Tacoma (Duesenberg)
- 1922 : Beverly Hills race 1, 3 et 6 et Kansas City (Miller)
- 1923 : Syracuse
- 1924 : Charlotte
- 1925 : Culver City race 1 et Charlotte race 2 (Miller et Duesenberg).